# River Stark
River Stark (Los Ángeles, California; 27 de junio de 1986) es una actriz pornográfica transexual estadounidense.

## Biografía
River Stark nació en Los Ángeles (California) en junio de 1986. Realizó su proceso de hormonamiento y cambio de sexo antes de ingresar en la industria del porno en 2015, con 29 años de edad. Debutó como actriz transexual en la película My TS Teacher. Ha rodado más de 30 películas.
Otros trabajos son She-Male Perverts 3, Rogue Adventures 42, Transition o Trans-Visions 6.

## Premios y nominaciones
| Año  | Ceremonia   | Resultado | Premio                               | Trabajo |
| ---- | ----------- | --------- | ------------------------------------ | ------- |
| 2017 | Premios AVN | Nominada  | Premio fan: Mejor artista transexual | —       |
| 2018 | Premios AVN | Nominada  | Premio fan: Mejor artista transexual | —       |